# ライダー神風
『ライダー神風』（らいだーかみかぜ）は、8ミリフィルムによる自主製作映画。監督は安原伸。1988年（昭和63年）度製作。
題名からわかる通り、『仮面ライダー』のパロディであり、『愛國戰隊大日本』同様の右翼パロディ作品である。

## 解説
DVDに収録された安原の解説によれば、小学館主催の「仮面ライダーグランプリ」というコンテストに話題作りのために応募した作品で「構想5分、製作3日。」とのこと。
安原は本作と同じ年に、伊丹映画祭グリーンリボン賞に出品した『明治天皇宇宙の旅』でグランプリを獲得しており、『ライダー神風』も映画祭の会場で一般公開された。この年の伊丹映画祭は国民文化祭の一環として開催されており、また昭和天皇の重病のため全国がいわゆる「自粛ムード」の中にあったことから、観客に与えたインパクトは絶大だったと伝えられている。
全7話だが、各話はごく短く、実際には全7話を通して一つの作品という印象が強い（全7話で13分弱、その内第1話が5分を占める）。その内容のインパクトの強さから、自主制作映画としては異例とも言える息の長さを持っている。
また、ビデオやDVDのパッケージ自体が右翼の宣伝ビデオのパロディの体裁を取っており、予備知識の全く無い者がパッケージだけ見た場合、右翼のプロパガンダ作品と誤解するようなデザインである。

## あらすじ
ヤクザに絡まれて重傷を負った青年は、「富田さん」という人物に救われ「天皇陛下を守る思想改造人間」ライダー神風となった。富田さんから軍服と単車を与えられたライダー神風は、皇居にゴミを捨て、木の枝を折り、「しんぶん赤」や「安 ひろ子」のポスターを街中に貼っていく「悪い奴ら」と対決する。

## 話数リスト
- 第一話 天皇陛下を守れ
- 第二話 皇居の緑を守れ
- 第三話 ライダーの秘密
- 第四話 加島現わる
- 第五話 加島大活躍
- 第六話 加島の正体
- 第七話 少年ライダー隊
- 最終話 さらばライダー